# Cassius Felix
Cassius Felix war ein nordafrikanisch-römischer Arzt im 5. Jahrhundert n. Chr. Sein Werk über die Medizin (De medicina) entstand wohl im Jahr 447 n. Chr. und sollte eine einfache, nutzerfreundliche Zusammenfassung des praxisrelevanten medizinischen Wissens seiner Zeit bieten.

## Leben und Werk
Über Cassius Felix ist im Wesentlichen nur bekannt, was sich aus seinem erhaltenen Text erschließen lässt. So geht aus einigen Hinweisen hervor, dass er Christ war und in Nordafrika lebte. Weitere Hinweise ergeben sich aus einem Vermerk, der sich aber erst in einem relativ späten mittelalterlichen Manuskript seines Werkes aus dem 13. Jahrhundert findet. Dem zufolge stammte Cassius Felix aus Cirta, der Hauptstadt der römischen Provinz Numidien, und verfasste sein Werk unter dem Konsulat des Flavius Calepius und des Flavius Ardabur iunior, also im Jahr 447 n. Chr.
Das Werk des Cassius Felix trägt den Titel De medicina. Darin setzte er sich zum Ziel, das damals überwiegend in griechischsprachiger Fachliteratur enthaltene medizinische Fachwissen in einer einfachen, übersichtlichen lateinischen Zusammenfassung für die praktische Nutzung zugänglich zu machen. Der Text beschreibt in 82 Kapiteln zahlreiche in der Antike bekannte Krankheitsbilder. Als Quellen griff Cassius Felix auf Werke von Galenos, Hippokrates von Kos und Vindicianus zurück. Cassius Felix beschreibt diverse Krankheiten, die er nach betroffenen Körperteilen vom Kopf zum Fuß (a capite ad calcem) gliedert. Für jede Krankheit erklärt er zunächst die Etymologie der Krankheitsbezeichnung, geht dann auf Ursachen, Symptome und die Entstehung der jeweiligen Beschwerde ein und empfiehlt abschließend eine Behandlungsmethode.

## Gleichsetzungen
Cassius Felix wird gelegentlich mit Cassius Iatrosophista gleichgesetzt, der aber wohl im 2. oder 3. Jahrhundert gelebt hat und von dem nur das auf Griechisch geschriebene Werk Προβλήματα Problemata überliefert ist.
Darüber hinaus wird erwogen, dass ein städtischer Arzt namens Felix, der in dem spätantiken Werk De miraculis Sancti Stephani wohl für das Jahr 426/427 n. Chr. erwähnt wird, mit dem Autor Cassius Felix identisch ist.

## Überlieferung und Rezeption
Ein antikes Manuskript von De medicina ist nicht erhalten. Heute liegen nur noch verschiedene mittelalterliche Abschriften vor, deren älteste in München aufbewahrt wird und im 7. oder 8. Jahrhundert entstand. Auch einige Kurzfassungen (Exzerpte) des Textes wurden im Mittelalter erstellt und abgeschrieben. Im Frühmittelalter nutzte Isidor von Sevilla die De medicina als Vorlage für das 4. Buch seiner Enzyklopädie Etymologiae.
Die Erstausgabe (editio princeps) des Werkes wurde von Valentin Rose 1879 veröffentlicht. Die aktuelle kritische Edition erschien 2002 in der Collection Budé.

## Ausgaben
- Valentin Rose (Hrsg.): Cassii Felicis De medicina ex graecis logicae sectae auctoribus liber translatus. Leipzig 1879 (in der Reihe Bibliotheca scriptorum Graecorum et Romanorum Teubneriana).
- Anne Fraïsse: Cassius Felix, De la médecine (= Collection des Universités de France. Série latine. Band 366). Les Belles Lettres, Paris 2002, ISBN 2-251-01424-1.
- Kai Brodersen: Cassius Felix, Medizinische Praxis (De medicina). Lateinisch und deutsch. Wissenschaftliche Buchgesellschaft, Darmstadt 2020, ISBN 978-3-534-27232-7.